# کاناکر
کاناکر (به ارمنی: Քանաքեռ) یک منطقه مسکونی در ارمنستان است که در ایروان واقع شده‌است.

## نگارخانه

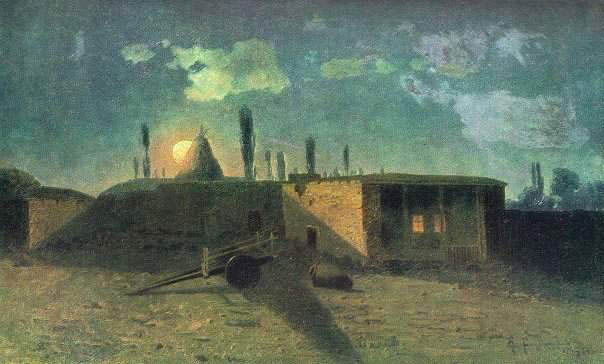
خانهٔ پدری خاچاطور آبوویان در روستای کاناکر، ۱۸۸۴ م
اثر گوروگ باشینجاقیان